# Manuel Pessanha
Misser Manuel Pessanha (en italià Emanuele Pessagno i que posteriorment convertiria en el portuguès Pessanha) fou un mariner genovès que entrà al servei de Portugal en temps del rei Dionís I per tal de reorganitzar la incipient armada portuguesa i donant-li a canvi el títol d'Almirall de Portugal.
Emanuele Pessagno fou un genovès, fill de Simone, senyor de Castelo di Passagno, que entrà al servei de Portugal en temps del rei Dionís I per tal de reorganitzar la incipient armada portuguesa. Per fer-ho degué emportar-se una vintena d'homes de Gènova per exercir el càrrec de responsabilitat als vaixell. A canvi va obtenir, mitjançant un escrit d'1 de febrer de 1317, el títol d'Almirall de Portugal i una pensió de 3.000 lliures anuals.
Participà en les batalles navals que enfrontaren el Regne de Castella i Portugal durant l'època d'Alfons XI de Castella i Alfons IV de Portugal, sent fet presoner pels castellans el 1337, després de la batalla del Cap de São Vicente (1337) i alliberat el 1339. L'any següent comandà l'Armada portuguesa que ajudà a Castella en la batalla del riu Salado (30 d'octubre de 1340), lluitant a la zona de Cadis, mentre les naus mores bloquejaven Tarifa. El 1341 participà en un atac a Ceuta, considerada un niu de pirates marroquins que regularment realitzaven ràtzies contra les costes del Regne de l'Algarve. La seva actitud en aquesta confrontació va dur el Papa Benet XII a lloar-lo en una butlla de la croada que expedí pel rei portuguès.
Del seu primer matrimoni amb Ginebra Pereira, nasqué Bartolomeu Pessanha, que el succeí al capdavant de l'almirallat, i del segon matrimoni amb Leonor Afonso, Lançarote Pessanha, també Almirall de Portugal, que fou assassinat al Castell de Beja durant la crisi de 1383-1385.